# Eurytrema pancreaticum
Eurytrema pancreaticum é um verme plano da classe Trematoda, subclasse Digenea. Afeta moluscos e bovinos, mas não causa mal à saúde de seres humanos, direta nem indiretamente.

## Descrição
O verme foi descrito como Distomum pancreaticum por Jansen, em 1889, e posteriormente movido para o gênero Eurytrema por Looss, em 1907.

## Ecologia
Tem como hospedeiro intermediário o molusco Bradybaena similaris. O desenvolvimento do verme dentro do molusco leva seis meses, variando de acordo com a época de infecção. Após este período os esporocistos de segunda geração migram para o pneumóstoma.
Tem como hospedeiro definitivo mamíferos, incluindo o boi. Se aloja no fígado do hospedeiro. Não há possibilidade de migração para as glândulas mamárias da vaca.
O verme já foi encontrado em diversos lugares do mundo, como Europa, Madagascar, Ásia e América do Sul. No entanto, não ocorre atualmente no Brasil.
No estágio larval, E. pancreaticum é parasitado pelo hiperparasita Nosema eurytremae (um microsporídio).

## Doenças
Apesar de informações divulgadas em redes sociais, não há evidências científicas de que este verme possa causar doenças em pessoas. Produtores de conteúdo afirmaram sem provas que o leite produzido por vacas infectadas poderia causar câncer ou diabetes em humanos. A agência Reuters consultou o Instituto Nacional de Câncer (Inca), um oncologista da Sociedade Brasileira de Oncologia Clínica (SBOC), uma mastologista e uma nutricionista, e um professor de parasitologia da Universidade Estadual do Rio de Janeiro, e todos confirmaram não haver relação entre o verme, o consumo de leite, e as doenças mencionadas.